# Градска кућа
Градска кућа или градска већница (енгл. town hall) представља седиште градске или општинске управе. У њој обично заседа и функционише градско веће и остали одсеци и запослени истог, као и сам градоначелник града, општине или неког другог подручја. Данас се врло често за већнице у многим градовима користе историјске велелепне грађевине које су заправо подизане у друге сврхе. У градским кућама се обично налази само мањи део администрације, која се заправо смешта у околним мање репрезентативним грађевинама.
По конвенцији, до средине 19. века, једна велика отворена одаја (или „сала“) чинила је саставни део зграде у којој се налазило веће. Сала се могла користити за седнице већа и друге значајне догађаје. Ова велика комора, „варошка већница“ (и њена каснија варијанта „градска већница“) постала је синоним за целу зграду, као и за управни орган смештен у њој. Изрази „саборске коморе“, „општинска зграда“ или варијанте могу се користити локално уместо „градска скупштина“ ако у згради нема тако велике сале.
, завршено 1812. године.]]
Локална управа може настојати да искористи зграду за промовисање и побољшање квалитета живота заједнице. У многим случајевима, „градске куће” служе не само као зграде за владине функције, већ имају и објекте за различите грађанске и културне активности. То може укључивати уметничке изложбе, сценске наступе, изложбе и фестивале. Модерне градске куће или „грађански центри” често су дизајнирани са великом разноликошћу и флексибилношћу намена на уму. У неким европским земљама, градска скупшина је место за проглашење Божићног мира, као што су Турку и Порво у Финској и Тарту у Естонији.
Као симболи локалне управе, градске и варошке већнице имају препознатљиву архитектуру, а зграде могу имати велики историјски значај – на пример Гулдхол, Лондон. Зграде градских већница могу служити и као културне иконе које симболизују њихове градове.

## Номенклатура
У земљама Комонвелта, термин „градска већница” може се користити чак и у граду. Ово је чест случај у Уједињеном Краљевству (примери су Градска кућа Манчестера и Градска кућа Ливерпула), Аустралији (Градска кућа Сиднеја), Новом Зеланду и другде.
Људи у неким регионима користе израз „градска скупштина“ за означавање канцеларија већа општине са статусом града. Ово је случај у Северној Америци, где се прави разлика између градских и варошких већница. Термин се такође понекад (али ређе) користи као име у земљама Комонвелта: на пример, за градске куће Бризбејна у Аустралији и Кардифа, Норича и Бристола у Великој Британији. Градска кућа у Даблину, Ирска, је још један пример. Градска кућа у Лондону, отворена 2002. године, представља изузетан случај, јер није седиште конвенционалне општинске власти, већ регионалне стратешке власти.
Оксфордски речник енглеског језика сумира генеричке термине:
- варошка кућа: „Зграда која се користи за администрацију локалне самоуправе, одржавање судских седница, јавних скупова, забаве итд.; (у раној употреби такође) велика сала која се користи за те сврхе у оквиру веће зграде или скупа зграда. ... По метонимији: власт или управа града; градске власти.“[16]
- градска кућа: „(назив) главне административне зграде или уреда општинске владе. ... Изворно и углавном северноамерички. Општински службеници колективно; градска управа.”[17]

Администрације савета округа у деловима Енглеске и Велса углавном раде из базе у згради која се по аналогији назива „среска скупштина“. Насупрот томе, градови који имају поделе са сопственим већима могу имати општинске скупштине. Шкотска локална управа у већим градовима делује из „градских комора“, иначе „градске скупштине“.
Повремено се користе и други називи. Административно седиште града Лондона задржало је свој англосаксонски назив, Гилдхол, што означава место где су се плаћали порези. У неколико енглеских градова (укључујући Бирмингем, Ковентри и Нотингем) преферирани израз је „кућа савета“: ово је важило и за Бристол до 2012. године, када је зграда преименована у „градску већницу“. У Бирмингему се прави разлика између зграде савета и градске скупштине, места за концерте и састанке који су претходили томе. У Шефилду, постоји разлика између варошке куће, седишта локалне управе, и градске куће, места за концерте и плесне дворане. У Лидсу, градска скупштина, изграђена током 1850-их као седиште локалне управе, сада функционише првенствено као место за концерте, конференције и венчања, а многе њене општинске функције су се 1933. преселиле у нову грађанску скупштину.

## Историја
Велике дворане зване базилике коришћене су у старом Риму за спровођење правде, као састајалишта и за трговину.
У раном средњем веку, велика сала, једна велика отворена одаја, била је главна, а понекад и једина просторија дома феудалног господара. Тамо је господар живео са својом породицом и пратњом, јео, спавао и спроводио владавину и правду. Активности у сали су имале суштинску улогу у функционисању феудалног властелинства, административне јединице друштва. Како су се властелински станови развили у властелинске куће, дворце и палате, велика сала је остала суштинска јединица унутар архитектонског комплекса.
У каснијем средњем веку или раном модерном периоду, многи европски тржишни градови подигли су комунална пијачна здања, која су се састојала од покривеног простора који је функционисао као пијаца на нивоу улице, и једне или више просторија које се користе за јавне или грађанске сврхе изнад ње. Ове зграде су често биле претече наменских градских већница.
Савремени концепт градске куће развио се са успоном локалне или регионалне управе. Градови којима је управљала група изабраних представника, а не лорд или кнежевски владар, захтевали су место за њихово састајање. Градска скупштина Келна из 1135. године је истакнут пример општинске аутономије средњовековних градова. Јавна палата Републике Сијене и палата Векио Републике Фиренце, обе градске већнице, датирају из 1297. односно 1299. године. У сваком случају, велика, утврђена зграда обухвата велику салу за састанке и бројне административне одаје. Обе зграде имају веома високе куле, имају древне сатове помоћу којих грађани могу да регулишу своје животе и имају оставе за архиву. Ове карактеристике су постале стандард за градске куће широм Европе. Бриселска градска кућа из 15. века, са својом кулом од 96 m (315 ft), један је од највећих примера средњовековне ере, која служи као модел за градске куће из 19. века као што је Ратаус у Бечу.
Током 19. века, градске куће су често укључивале читаонице како би се грађанима пружило бесплатно образовање, а касније је постало уобичајено да савет оснива и одржава јавну библиотеку. Велика комора или састајалиште, сама „градска скупштина“, постала је место за пријеме, банкете, балове и јавну забаву. Градске куће су често биле опремљене великим оргуљама како би се олакшали јавни рецитали.
У 20. веку, градске куће су служиле јавности као места за гласање, прегледе, вакцинацију, помоћ у време катастрофе и за постављање спискова ратних жртава, као и за уобичајеније грађанске функције, свечаности и забаве. Локални савети су све више тежили да преместе административне функције у модерне канцеларије. Тамо где су нове просторије пројектоване и изграђене за смештај локалних самоуправа, функције административне канцеларије и градске градске већнице су раздвојене.

## Језик
Нарочито у Северној Америци, „градска скупштина“ се може користити као метоним за општинску владу, или владу уопште, као у аксиому „Не можете се борити против градске скупштине“. „Варошка кућа“ обично има мање формалне конотације (уп. Градски састанак).